# Natri monothiophosphat
Natri monothiophotphat, hay natri photphothioat, là hợp chất hóa học có công thức Na3PO3S. Nó là chất rắn tinh thể màu trắng phân hủy mà không nóng chảy ở 120-125 °C.

## Điều chế
Natri monothiophotphat được điều chế thông qua phản ứng giữa thiophotphoryl chloride và natri hydroxide theo phương pháp Yasuda - Lambert.
PSCl3 + 6 NaOH → Na3PO3S + 3 NaCl + 3 H2O
Chất lượng sản phẩm phụ thuộc vào độ tinh khiết của natri hydroxide. Ngoài ra, natri photphothioat phân hủy ở pH trung tính và vì thế nó được tìm thấy trong lượng dư base để tạo ra sản phẩm tốt hơn bởi vì phản ứng này xảy ra trong điều kiện không trung tính. Hơn nữa, còn có ghi chú rằng silic làm tăng khả năng xúc tác của quá trình thủy phân ion photphothioat, nên khuyến cáo không nên đựng trong bình thủy tinh. Nồng độ trung bình được ghi nhận là 59% và có thể cao hơn nếu pH biến đổi.